# Dyrfjöll
Dyrfjöll är ett berg i republiken Island. Det ligger i regionen Austurland, 400 km öster om huvudstaden Reykjavík. Toppen på Dyrfjöll är 1 136 meter över havet.
Trakten runt Dyrfjöll är nära nog obefolkad, med mindre än två invånare per kvadratkilometer. Trakten runt Dyrfjöll består i huvudsak av gräsmarker.